# Novo Basquete Brasil de 2011–12
O Novo Basquete Brasil de 2011–12 foi uma competição brasileira de basquete organizada pela Liga Nacional de Basquete. Foi a 4.ª edição do campeonato organizado pela LNB, com a chancela da Confederação Brasileira de Basketball. Este torneio é totalmente organizado pelos clubes participantes. O NBB serve como competição classificatória para torneios internacionais, como a Liga das Américas e a Liga Sul-Americana de Basquete.
A edição teve as saídas dos times do Saldanha da Gama e do Assis e a entrada dos times do Tijuca e da Liga Sorocabana (os dois primeiros colocados na Super Copa Brasil de Basquete Masculino 2011).
Essa temporada marcou também a entrada, pela primeira vez, dos primeiros colocados da Super Copa Brasil de Basquete Masculino no NBB.

## Regulamento
A temporada 2012/13 se iniciou no dia 24 de novembro, com a forma de disputa seguindo um modelo semelhante adotado pela NBA e dos países da Europa (na Euroliga). A competição será disputada, a princípio, com 18 equipes participantes jogando entre si, em turno e returno na fase de classificação. Ao final dos dois turnos as quatro melhores equipes se classificam para a segunda fase automaticamente, já as equipe que terminarem entre o 5.° e o 12.° lugar vão participar dos playoffs classificatórios para definir as outras quatro equipes na segunda fase, as oitavas-de-final em melhor de cinco partidas, avança para a próxima fase quem vencer três jogos.
A partir dessa temporada, a Final do NBB passou a ocorrer em jogo único, com transmissão ao vivo da Rede Globo, o que criou polêmica entre os meios de comunicação.

## Participantes
| Equipe            | Cidade              | Estado | Em 2010-11              | Ginásio                          | Capacidade | Títulos do NBB       |
| ----------------- | ------------------- | ------ | ----------------------- | -------------------------------- | ---------- | -------------------- |
| Araraquara        | Araraquara          | SP     | 11.º                    | Ginásio Gigantão                 | 3 700      | 0 (não possui)       |
| Bauru             | Bauru               | SP     | 5.º                     | Ginásio Panela de Pressão        | 2 000      | 0 (não possui)       |
| Cetaf-Vila Velha  | Vila Velha          | ES     | 14.º                    | Ginásio Tartarugão               | 3 500      | 0 (não possui)       |
| Flamengo          | Rio de Janeiro      | RJ     | 4.º                     | Tijuca Tênis Clube               | 2 000      | 1 (2009)             |
| Franca            | Franca              | SP     | 2.º                     | Ginásio Pedrocão                 | 6 000      | 0 (não possui)       |
| Joinville BA      | Joinville           | SC     | 7.º                     | Ginásio da Whirlpool             | 4 000      | 0 (não possui)       |
| Liga Sorocabana   | Sorocaba            | SP     | 2.º (Super Copa Brasil) | Ginásio Gualberto Moreira        | 3 000      | 0 (não possui)       |
| Limeira           | Limeira             | SP     | 9.º                     | Ginásio Vô Lucato                | 1 800      | 0 (não possui)       |
| Lobos Brasília    | Brasília            | DF     | 1.º                     | Ginásio Nilson Nelson            | 11 397     | 2 (2009-10, 2010-11) |
| Minas             | Belo Horizonte      | MG     | 10.º                    | Arena Vivo                       | 4 000      | 0 (não possui)       |
| Paulistano        | São Paulo           | SP     | 12.º                    | Ginásio Antônio Prado Junior     | 1 280      | 0 (não possui)       |
| Pinheiros         | São Paulo           | SP     | 3.º                     | Poliesportivo Henrique Villaboim | 850        | 0 (não possui)       |
| São José          | São José dos Campos | SP     | 8.º                     | Ginásio Linneu de Moura          | 1 600      | 0 (não possui)       |
| Tijuca            | Rio de Janeiro      | RJ     | 1.º (Super Copa Brasil) | Ginásio do Tijuca TC             | 2 000      | 0 (não possui)       |
| Unitri/Uberlândia | Uberlândia          | MG     | 6.º                     | Ginásio Sabiazinho               | 8 000      | 0 (não possui)       |

## Primeira fase

### Classificação
| Pos | Times             | %    | Pts | J  | V  | D  | PF   | PS   | PA   | Classificação ou rebaixamento  |
| --- | ----------------- | ---- | --- | -- | -- | -- | ---- | ---- | ---- | ------------------------------ |
| 1   | São José          | 82,1 | 51  | 28 | 23 | 5  | 2424 | 2174 | 1,12 | Classificado para a Fase final |
| 2   | Pinheiros         | 75,0 | 49  | 28 | 21 | 7  | 2428 | 2173 | 1,12 | Classificado para a Fase final |
| 3   | Lobos Brasília    | 75,0 | 49  | 28 | 21 | 7  | 2432 | 2248 | 1,08 | Classificado para a Fase final |
| 4   | Flamengo          | 75,0 | 49  | 28 | 21 | 7  | 2469 | 2173 | 1,14 | Classificado para a Fase final |
| 5   | Unitri/Uberlândia | 64,2 | 46  | 28 | 18 | 10 | 2391 | 2257 | 1,06 | Classificado para os Playoffs  |
| 6   | Bauru             | 60,7 | 45  | 28 | 17 | 11 | 2307 | 2172 | 1,06 | Classificado para os Playoffs  |
| 7   | Paulistano        | 60,7 | 45  | 28 | 17 | 11 | 2286 | 2240 | 1,02 | Classificado para os Playoffs  |
| 8   | Joinville BA      | 50,0 | 42  | 28 | 14 | 14 | 2217 | 2232 | 0,99 | Classificado para os Playoffs  |
| 9   | Limeira           | 46,4 | 41  | 28 | 13 | 15 | 2278 | 2207 | 1,03 | Classificado para os Playoffs  |
| 10  | Franca            | 46,4 | 41  | 28 | 13 | 15 | 2339 | 2339 | 1,00 | Classificado para os Playoffs  |
| 11  | Liga Sorocabana   | 39,2 | 39  | 28 | 11 | 17 | 2128 | 2300 | 0,93 | Classificado para os Playoffs  |
| 12  | Tijuca            | 32,1 | 37  | 28 | 9  | 19 | 2200 | 2384 | 0,92 | Classificado para os Playoffs  |
| 13  | Minas             | 32,1 | 37  | 28 | 9  | 19 | 2179 | 2303 | 0,95 |                                |
| 14  | Araraquara        | 7,1  | 30  | 28 | 2  | 26 | 2077 | 2488 | 0,84 |                                |
| 15  | Cetaf-Vila Velha  | 3,5  | 29  | 28 | 1  | 27 | 1859 | 2324 | 0,80 |                                |

### Confrontos
Para ler a tabela, a linha horizontal representa os jogos da equipe como mandante. A coluna vertical indica os jogos da equipe como visitante.
|                 | ARA    | BAU   | BRA    | CET    | FLA    | FRA    | JOI    | LSB    | LIM    | MIN   | PAU    | PIN    | SJO   | TIJ    | UBE    |
| Araraquara      |        | 81-92 | 66-105 | 80-71  | 52-99  | 67-102 | 88-106 | 72-78  | 78-89  | 81-83 | 90-107 | 83-106 | 80-82 | 81-77  | 84-85  |
| Bauru           | 95-63  |       | 96-80  | 91-77  | 81-83  | 92-82  | 85-70  | 104-59 | 99-79  | 76-75 | 96-73  | 99-82  | 84-78 | 87-81  | 84-86  |
| Brasília        | 97-79  | 88-81 |        | 81-66  | 93-74  | 90-85  | 100-83 | 68-63  | 82-76  | 87-76 | 97-63  | 86-75  | 82-83 | 109-78 | 94-81  |
| Cetaf           | 75-73  | 68-76 | 73-81  |        | 60-72  | 66-85  | 67-74  | 74-76  | 51-99  | 78-84 | 78-81  | 54-86  | 73-86 | 98-108 | 71-73  |
| Flamengo        | 81-65  | 81-66 | 110-72 | 103-41 |        | 93-81  | 97-83  | 93-55  | 97-96  | 99-89 | 88-78  | 84-89  | 79-85 | 86-71  | 81-89  |
| Franca          | 87-81  | 87-80 | 95-104 | 79-44  | 91-80  |        | 91-87  | 90-75  | 75-96  | 77-89 | 71-75  | 89-87  | 76-87 | 94-82  | 87-84  |
| Joinville       | 69-50  | 79-75 | 70-82  | 76-72  | 65-88  | 92-89  |        | 86-66  | 70-55  | 81-70 | 68-67  | 85-86  | 81-86 | 74-72  | 93-73  |
| Liga Sorocabana | 99-91  | 71-64 | 89-91  | 88-64  | 70-71  | 70-80  | 77-63  |        | 74-73  | 91-79 | 74-103 | 99-95  | 62-81 | 88-74  | 91-80  |
| Limeira         | 69-65  | 69-75 | 77-83  | 73-70  | 80-91  | 84-74  | 78-85  | 107-77 |        | 86-80 | 86-70  | 73-77  | 71-83 | 79-65  | 84-74  |
| Minas           | 83-72  | 70-78 | 69-81  | 73-72  | 70-83  | 73-78  | 72-75  | 84-77  | 96-93  |       | 69-75  | 73-104 | 85-80 | 62-73  | 94-82  |
| Paulistano      | 84-76  | 78-63 | 120-93 | 78-55  | 90-86  | 82-71  | 90-79  | 87-83  | 65-79  | 88-83 |        | 80-90  | 73-93 | 80-84  | 94-81  |
| Pinheiros       | 75-55  | 91-67 | 70-68  | 85-67  | 91-88  | 102-69 | 89-76  | 95-71  | 86-83  | 97-90 | 82-87  |        | 82-75 | 77-71  | 81-90  |
| São José        | 100-77 | 79-69 | 87-78  | 87-47  | 98-101 | 95-88  | 93-82  | 82-74  | 102-85 | 68-65 | 75-64  | 66-64  |       | 108-91 | 102-86 |
| Tijuca          | 90-78  | 66-72 | 79-87  | 76-64  | 76-83  | 102-98 | 91-89  | 85-78  | 76-77  | 85-70 | 63-81  | 71-104 | 78-89 |        | 69-103 |
| Uberlândia      | 102-69 | 96-80 | 84-73  | 100-63 | 96-98  | 80-68  | 83-76  | 64-53  | 87-82  | 86-73 | 87-73  | 74-80  | 97-94 | 88-66  |        |

## Playoffs

### Oitavas de final
| Time 1            | Séries | Time 2          | 1º Jogo | 2º Jogo | 3º Jogo | 4º Jogo | 5º Jogo |
| ----------------- | ------ | --------------- | ------- | ------- | ------- | ------- | ------- |
| Unitri/Uberlândia | 3–1    | Tijuca          | 67–75   | 73–59   | 93–77   | 81–74   | -       |
| Bauru             | 3–0    | Liga Sorocabana | 82–76   | 83–71   | 84–74   | -       | -       |
| Paulistano        | 0–3    | Franca          | 89–91   | 68–75   | 69–77   | -       | -       |
| Joinville BA      | 3–2    | Limeira         | 69–77   | 89–84   | 88–69   | 74–102  | 86–78   |

### Chave
|  | Oitavas de final (Melhor de 5) | Oitavas de final (Melhor de 5) | Oitavas de final (Melhor de 5) |  |  | Quartas de final (Melhor de 5) | Quartas de final (Melhor de 5) | Quartas de final (Melhor de 5) |   |   | Semifinais (Melhor de 5) | Semifinais (Melhor de 5) | Semifinais (Melhor de 5) |  |  | Final (Jogo Único) | Final (Jogo Único) | Final (Jogo Único) |
|  |                                |                                |                                |  |  |                                |                                |                                |   |   |                          |                          |                          |  |  |                    |                    |                    |
|  |                                |                                |                                |  |  |                                |                                |                                |   |   |                          |                          |                          |  |  |                    |                    |                    |
|  |                                |                                |                                |  |  | 1                              | São José                       | 3                              |   |   |                          |                          |                          |  |  |                    |                    |                    |
|  | 7                              | Paulistano                     | 0                              |  |  | 10                             | Franca                         | 0                              |   |   |                          |                          |                          |  |  |                    |                    |                    |
|  | 10                             | Franca                         | 3                              |  |  |                                |                                |                                |   | 1 | São José                 | 3                        |                          |  |  |                    |                    |                    |
|  |                                |                                |                                |  |  |                                | 4                              | Flamengo                       | 2 |   |                          |                          |                          |  |  |                    |                    |                    |
|  |                                |                                |                                |  |  | 4                              | Flamengo                       | 3                              |   |   |                          |                          |                          |  |  |                    |                    |                    |
|  | 5                              | Unitri/Uberlândia              | 3                              |  |  | 5                              | Unitri/Uberlândia              | 2                              |   |   |                          |                          |                          |  |  |                    |                    |                    |
|  | 12                             | Tijuca                         | 1                              |  |  |                                |                                |                                |   |   | 1                        | São José                 | 0                        |  |  |                    |                    |                    |
|  |                                |                                |                                |  |  |                                | 3                              | Lobos Brasília                 | 1 |   |                          |                          |                          |  |  |                    |                    |                    |
|  |                                |                                |                                |  |  | 2                              | Pinheiros                      | 3                              |   |   |                          |                          |                          |  |  |                    |                    |                    |
|  | 8                              | Joinville BA                   | 3                              |  |  | 8                              | Joinville BA                   | 2                              |   |   |                          |                          |                          |  |  |                    |                    |                    |
|  | 9                              | Limeira                        | 2                              |  |  |                                |                                |                                |   | 2 | Pinheiros                | 2                        |                          |  |  |                    |                    |                    |
|  |                                |                                |                                |  |  |                                | 3                              | Lobos Brasília                 | 3 |   |                          |                          |                          |  |  |                    |                    |                    |
|  |                                |                                |                                |  |  | 3                              | Lobos Brasília                 | 3                              |   |   |                          |                          |                          |  |  |                    |                    |                    |
|  | 6                              | Bauru                          | 3                              |  |  | 6                              | Bauru                          | 0                              |   |   |                          |                          |                          |  |  |                    |                    |                    |
|  | 11                             | Liga Sorocabana                | 0                              |  |  |                                |                                |                                |   |   |                          |                          |                          |  |  |                    |                    |                    |

Negrito - Vencedor das séries

itálico - Time com vantagem de mando de quadra

### Final
Jogo único
| 2 de junho 10:00 |                                                                         | São José | 62–78                                                                              | Lobos Brasília |  | Ginásio Professor Hugo Ramos, Mogi das Cruzes Público: 4750 |  |
| 2 de junho 10:00 | Placar por quarto: 10 - 18, 19 - 15, 10 - 20, 23 - 25                   |          |                                                                                    |                |  | Ginásio Professor Hugo Ramos, Mogi das Cruzes Público: 4750 |  |
| 2 de junho 10:00 | Pts: Murilo Becker (20) Rbts: Murilo Becker (14) Asts: Fúlvio Assis (3) |          | Pts: Guilherme Giovannoni (26) Rbts: Alex Garcia (11) Asts: Nezinho dos Santos (6) |                |  | Ginásio Professor Hugo Ramos, Mogi das Cruzes Público: 4750 |  |

## Premiação
| Novo Basquete Brasil 2011-12                  |
| Distrito Federal (Brasil)                     |
| --------------------------------------------- |
| Lobos Brasília Campeão (4° título Brasileiro) |

## Estatísticas (fase de classificação)

### Líderes em estatísticas
| Categoria             | Jogador             | Time              | Estatísticas/Pontos* |
| --------------------- | ------------------- | ----------------- | -------------------- |
| Pontos por jogo       | Marcelinho Machado  | Flamengo          | 21.27                |
| Rebotes por jogo      | Murilo Becker       | São José          | 10.22                |
| Assistências por jogo | Fúlvio Assis        | São José          | 8.32                 |
| Roubos por jogo       | Kenny Dawkins       | Liga Sorocabana   | 2.30                 |
| Tocos por jogo        | Léo Waszkiewicz     | Unitri/Uberlândia | 1.54                 |
| Erros por jogo**      | Nezinho             | Lobos Brasília    | 3.7                  |
| Minutos por jogo      | Robby Collum        | Unitri/Uberlândia | 37.1                 |
| Faltas por jogo       | Shilton             | Joinville BA      | 3.79                 |
| Eficiência por jogo   | Murilo Becker       | São José          | 26.11                |
| 2P%                   | Hélio Lima          | Flamengo          | 0.698                |
| LL%***                | Helinho Filho       | Franca            | 0.947                |
| 3P%***                | Hélio Lima          | Flamengo          | 0.533                |
| Duplos-Duplos         | Federico Kammerichs | Flamengo          | 14                   |
| Triplos-Duplos        | Larry Taylor****    | Bauru             | 2                    |

Fonte: Estatísticas Totais - NBB

- *Para ser considerado nas estatísticas, um jogador deve ter participado de no mínimo 22 dos 28 jogos de temporada regular do NBB.
- **Foi usado como critério de desempate para as estatísticas empatadas os minutos em quadra do jogador, o jogador com menos minutos venceu.
- ***Para LL% e 3P%, além do critério dos 22 jogos, era necessário o jogador ter uma média de ao menos 1 (um) arremesso certo por partida, nos respectivos critérios.
- ****Único jogador com Triplos-Duplos na Temporada Regular.

### Equipes líderes
| Categoria             | Time              | Estatísticas |
| --------------------- | ----------------- | ------------ |
| Pontos por jogo       | Flamengo          | 88.18        |
| Rebotes por jogo      | São José          | 33.2         |
| Assistências por jogo | São José          | 17.71        |
| Roubos por jogo       | Pinheiros         | 8.18         |
| Tocos por jogo        | Unitri/Uberlândia | 3.39         |
| Erros por jogo        | Cetaf-Vila Velha  | 15.25        |
| Faltas por jogo       | Paulistano        | 22.68        |
| Eficiencia de jogo    | São José          | 103.11       |
| 2P%                   | Pinheiros         | 0.592        |
| LL%                   | São José          | 0.841        |
| 3P%                   | Flamengo          | 0.415        |

### Premiações anuais
- NBB Most Valuable Player: Murilo Becker, São José
- MVP das Finais: Guilherme Giovannoni, Lobos Brasília
- NBB Defensor do Ano: Alex Garcia Lobos Brasília
- NBB Jogador Revelação: Gui Deodato, Bauru
- NBB 6º Homem do Ano: Paulinho Boracini, Pinheiros
- NBB Jogador Mais Evoluído: Gui Deodato, Bauru
- Troféu Ary Vidal: Régis Marrelli, São José